# Teiu, Hunedoara
Teiu este un sat în comuna Lăpugiu de Jos din județul Hunedoara, Transilvania, România.
Populația satului Teiu este de aproximativ 200 de persoane. Satul are 122 gospodării. 

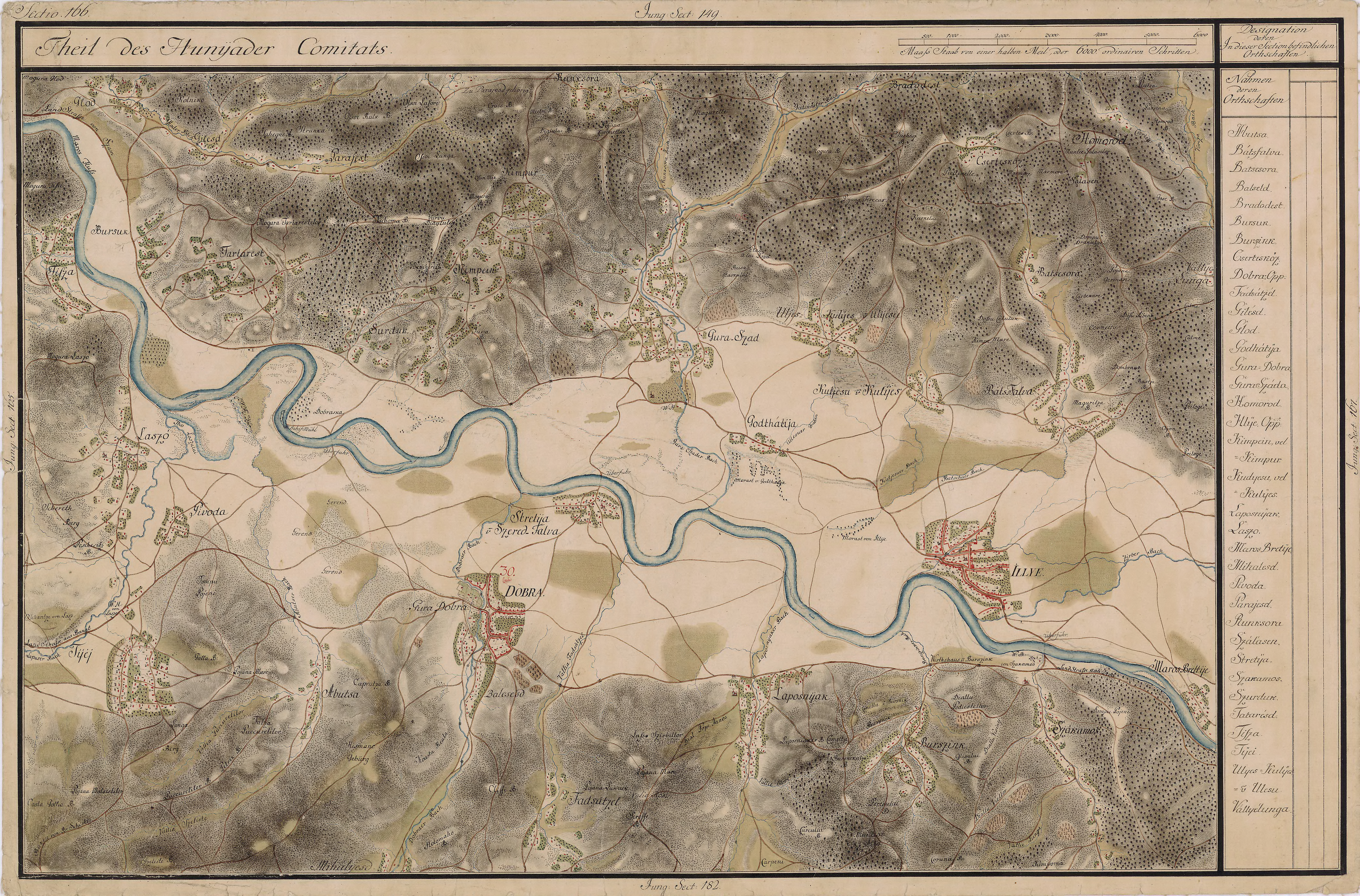
Teiu în Harta Iosefină a Transilvaniei, 1769-1773

## Lăcașuri de cult
- Biserica „Adormirea Maicii Domnului”